# Педро Гонсалес Савала
Педро Гонсалес (ісп. Pedro Gonzáles, нар. 19 травня 1943) — перуанський футболіст, що грав на позиції півзахисника.
Виступав, зокрема, за клуб «Універсітаріо де Депортес», а також національну збірну Перу, у складі якої був учасником чемпіонату світу 1970 року.

## Клубна кар'єра
Народився 19 травня 1943 року. Вихованець юнацьких команд футбольних клубів «Атлетіко Лузітанія» та «Спортінг Крістал».
У дорослому футболі дебютував 1963 року виступами за команду «Порвенір Мірафлорес», в якій провів один сезон у другому дивізіоні. Своєю грою за цю команду привернув увагу представників тренерського штабу клубу «Універсітаріо де Депортес», до складу якого приєднався 1964 року. Відіграв за команду з Ліми наступні сім сезонів своєї ігрової кар'єри і чотири рази вигравав чемпіонат Перу в 1964, 1966, 1967 і 1969 роках.
Протягом 1971—1973 років захищав кольори клубу «Дефенсор Ліма», вигравши з командою ще одне чемпіонство у 1973 році, а завершив ігрову кар'єру у команді «Спорт Бойз», за яку виступав протягом 1974—1975 років.

## Виступи за збірну
28 липня 1967 року дебютував в офіційних іграх у складі національної збірної Перу в товариському матчі проти Уругваю (0:1).
У складі збірної був учасником чемпіонату світу 1970 року у Мексиці, на якому зіграв у двох матчах групового етапу — проти Марокко (3:0) та ФРН (1:3).
Востаннє зіграв за збірну 23 квітня 1973 року в товариському матчі проти Панами (4:0). Загалом протягом кар'єри у національній команді, яка тривала 7 років, провів у її формі 16 матчів.

## Титули і досягнення
- Чемпіон Перу (5):

«Універсітаріо де Депортес»: 1964, 1966, 1967, 1969
«Дефенсор Ліма»: 1971